# Vremenska zona
Jedan vremenski pojas (zona) pokriva područja Zemlje koja su izabrala isto mjesno vrijeme. 

## Povijest
Nekada su ljudi koristili Sunčevo vrijeme, pa se doba dana razlikovalo od grada do grada. S napretkom telekomunikacija i širenjem željeznice, rasla je potreba za univerzalnim rješenjem. Vremenske su zone djelomično riješile problem jer su zbog njih svi satovi u određenoj regiji ugođeni na isto srednje Sunčevo vrijeme. 
Zbog brzog prolaženja tih manjih udaljenosti uporaba mjesnog vremena u svakodnevnom životu stvarala je velike probleme jer bi svako naselje imalo svoje vlastito vrijeme. Radi izbjegavanja takvih situacija, dogovorno je Zemljina kugla podijeljena na 24 vremenska pojasa tako da sva mjesta unutar jedne zone imaju isto, tzv. pojasno (zonsko) vrijeme. Dogovor o pojasima postignut je 1892. u Washingtonu. Prema dogovoru susjedni vremenski pojasi ako su standardni, vremenski se razlikuju za jedan sat, dok nestandardni vremenski pojasni razlikuju se pola sata.
Po dogovoru pojasno (zonsko, standardno, građansko) vrijeme vrijedi u jednom vremenskom pojasu (zoni) širine 15°, a ukupno ih je 24. Prvi se pojas nalazi oko nultog (početnog) podnevnika. Matični krajevi Hrvata nalaze se u pojasu s podnevnikom (meridijanom) zemljopisne dužine 15° u sredini i ta se zona označava kao srednjoeuropsko vrijeme (SEV).
Granice vremenskih pojasa (zona) u pravilu leže na podnevnicima zemljopisne dužine koji su višekratnici 15º, pa razlika između susjednih vremenskih zona iznosi jedan sat. 
Ipak, ponegdje je razlika i drukčija. Osim toga, kao što se može vidjeti na zemljovidu u nastavku, vremenske zone mogu imati prilično nepravilne oblike jer obično prate granice država ili drugih administrativnih područja. 
Pojasno vrijeme određuje se prema mjesnom vremenu srednjeg podnevnika. On je referentna točka vremenskih pojasa. Vrijeme zapadnoeuropskog pojasa (7,5º W – 7,5º E) određuje prema mjesnom vremenu podnevnika (meridijana) koji prolazi kroz Kraljevski opservatorij u Greenwichu u Londonu (nulti meridijan (zemljopisna dužina 0° 0' 0") i po njemu se to nulto pojasno (zonsko) vrijeme (Koordinirano svjetsko vrijeme, Coordinated Universal Time - UTC) zove Greenwichko srednje vrijeme, "srednje vrijeme po Greenwichu" (eng. Greenwich Mean Time, GMT) ili univerzalno vrijeme (eng. Universal Time, UT). 
Stoga i pojasno vrijeme u prvoj (početnoj) zoni (pojasu), koju raspolavlja greenwichki podnevnik, nazivamo svjetsko (opće) vrijeme. Pojasno vrijeme u pojasu čiji je središnji podnevnik duljine 15° istok nazivamo srednjoeuropsko vrijeme.
Pojasno (zonsko, standardno, građansko) vrijeme  mjesno je vrijeme središnjega standardnoga podnevnika pojedine vremenske zone, na koje je podijeljena površina Zemlje. Podjela Zemlje izvedena je tako da počinje od nultoga podnevnika u Greenwichu s po 7,5° istočno i zapadno.
Zbog gospodarstvenih razloga razloga većina država dodatno radi zahvate u računanju vremena, pa si svoje vrijeme pomiču unaprijed ili unazad u odnosu na pripadajuće pojasno vrijeme. Zbog toga granice među pojasima ne prate cijelom dužinom podnevnik, nego državne granice. Manje države određuju vrijeme po pojasu u kojoj se nalazi veći dio njihova teritorija ili prema pojasu s kojim su zemlje s kojim su gospodarski i politički povezane. Velike države koje se prostiru u pravcu zapad - istok obuhvaćaju i nekoliko vremenskih pojasa, poput Rusije, Kanade, SAD-a, Australije i prilagodile su ih unutarnjim upravnim granicama. Postoje iznimke kod velikih država poput Kine, Indije i sličnih koje su sve u istom vremenskom pojasu.
Postaje koje pokrivaju cijelu Europu kao "osnovno vrijeme" koriste srednjoeuropskog vrijeme (eng. CET), a srednje vrijeme po Greenwichu koristi BBC - kao "osnovno vrijeme" na koje se odnose sva druga vremena.
Kako su uvedeni vremenski pojasi, uvelo se i datumsku (nadnevačku) granicu. Prelaskom preko te granice mijenja se nadnevak. Ta crta uglavnom ide duž 180. podnevnika (meridijana) i ne ide kroz naseljena područja radi izbjegavanja problema u funkcioniranju društva. Prelaskom te granice od istoka prema zapadu (suprotno od smjera rotacije Zemlje), dolazimo u sljedeći po kalendaru, a kad prelazimo granicu od zapada prema istoku, tada kalendarski ponavljamo dan, odnosno dva dana ćemo držati isti datum.
Ipak, UTC je službeni izraz, koji predstavlja kompromis između "atomskog" i "astronomskog" pristupa. 
(Inače, čak i Greenwich ima "osnovno vrijeme" samo između 01:00 UTC zadnje nedjelje u listopadu i 01:00 UTC zadnje nedjelje u ožujku. Ostatak godine Greenwich ima mjesno vrijeme UTC+1, što je britansko ljetno vrijeme.) 
Vrijeme svake lokacije daje se u odnosu na UTC. Na primjer:
- Zagreb: UTC+1 (npr. ako je 12:00 UTC, onda je 13:00 u Zagrebu)
- Mumbai: UTC+5.30 (npr. ako je 13:00 UTC, onda je 18:30 u Mumbaju)
- Tokio: UTC+9 (npr. ako je 11:00 UTC, onda je 20:00 u Tokiju)
- Los Angeles: UTC-8 (npr. ako je 12:00 UTC, onda je 04:00 u Los Angelesu)
- New York: UTC-5 (npr. ako je 11:00 UTC, onda je 06:00 u New Yorku)

Datum u vremenskoj zoni također ovisi o UTC. Na primjer:
- Zagreb: UTC+1 (npr. ako je 23:30 UTC, ponedjeljak, 15. ožujka, onda je u Zagrebu 00:30, utorak, 16. ožujka)
- Auckland: UTC+12 (npr. ako je 21:00 UTC, srijeda, 30. lipnja, onda je u Aucklandu 09:00, četvrtak, 1. srpnja)
- New York:  UTC-5 (npr. ako je 02:00 UTC, utorak, onda je u New Yorku 21:00, ponedjeljak)
- Buenos Aires: UTC-4 (npr. ako je 03:00 UTC, subota, 23. srpnja, onda je u Buenos Airesu 23:00, petak, 22. srpnja)
- Honolulu: UTC-10 (npr. ako je 06:00 UTC, ponedjeljak, 1. svibnja, onda je u Honolulu 20:00, nedjelja, 30. travnja)

Napomena: Izračun sati ovisi i o tome koristi li određena zona ljetno vrijeme.
- npr. Novi Zeland, koji je inače UTC+12, pomiče vrijeme za jedan sat zbog ljetnog vremena tijekom ljeta na južnoj polutki, pa onda ima mjesno vrijeme od UTC+13!

Vremenske je zone osmislio Sanford Fleming zbog potrebe željezničkih tvrtki da imaju isto mjesno vrijeme između željezničkih postaja. (  Arhivirana inačica izvorne stranice od 13. veljače 2004. (Wayback Machine)) 
Vremenske su zone prvi put uvedene 18. studenoga 1883. godine, kad su željeznice SAD-a i Kanade prve uspostavile vremenske zone (četiri standardne kontinentalne vremenske zone Sjeverne Amerike). 
Tako više nije bilo zbrke, jer su nekoć imali tisuće lokalnih vremena. Svjetsko uvođenje vremenskih zona nastupilo je sljedeće godine.

## Popis vremenskih zona
Regije označene zvjezdicom (*) imaju ljetno računanje vremena, tj. ljeti dodaju 1 sat.
Napomena: Neke regije imaju vremensku razliku od 24 sata: imaju isto doba dana, ali razlikuju se za čitav jedan dan. 
Dvije krajnje vremenske zone razlikuju se čak 25 sati, pa se tijekom jednog sata dnevno datum razliku za 2 dana.

## UTC -12
- SAD (Otok Baker) (nenaseljen)
- SAD (Otok Howland) (nenaseljen)

## UTC -11 (BEST - Bering Standard Time)
- Američka Samoa
- SAD (Atol Midway)
- Niue
- Samoa* (Od 29. prosinca 2011. će prijeći na +13 GMT vremensku zonu).[7]

## UTC -10 (HST - Hawaii-Aleutian Standard Time)
- Francuska Polinezija (Društveni otoci uključujući Tahiti, Tuamotu i Tubuai)
- SAD Atol Johnston
- SAD (Havaji)
- SAD (Aleuti, koji spadaju pod Aljasku)*
- Tokelau (Od 29. prosinca 2011. će prijeći na +13 GMT vremensku zonu).[7]

## UTC -9:30
- Francuska Polinezija (Markižansko otočje)

## UTC -9 (AKST - Alaska Standard Time)
- Francuska Polinezija (Otočje Gambier)
- SAD (Aljaska*)

## UTC -8 (PST - Pacific Standard Time)
- Kanada (Britanska Kolumbija*, Yukon*)
- Meksiko (Baja California*)
- SAD (Kalifornija*, Idaho (sjeverni)*, Nevada*, Oregon (osim okruga Malheur)*, Washington (savezna država)*

## UTC -7 (MST - Mountain Standard Time)
- Kanada (Alberta*, Sjeverozapadni teritoriji*, Nunavut (Mountain)*)
- Meksiko (Baja California Sur*, Chihuahua*, Nayarit*, Sinaloa*, Sonora)
- SAD (Arizona (narod Navajo živi prema DST), Idaho (južni)*, Južna Dakota (zapadna)*, Kolorado*, Montana*, Nebraska (zapadna)*, Novi Meksiko*, Oregon (okrug Malheur)*, Sjeverna Dakota (zapadna)*, Utah*, Wyoming*)

## UTC -6 (CST - Central Standard Time)
- Belize
- Čile (Uskršnji otok)*
- Ekvador (Otočje Galápagos)
- Gvatemala
- Honduras
- Kanada (Manitoba*, Nunavut (otok Southampton), Nunavut (središnji)*, Ontario (zapadni)*, Saskatchewan)
- Kostarika
- Meksiko* (sve države koje nisu navedene gore, kao i Ciudad de México)
- Nikaragva
- Salvador
- SAD (Alabama*, Arkansas*, Illinois*, Indiana* (sjeverozapadna i jugozapadna), Iowa*, Južna Dakota (istočna)*, Kansas*, Kentucky (zapadni)*, Louisiana*, Minnesota*, Mississippi*, Missouri*, Nebraska (istočna)*, Oklahoma*, Sjeverna Dakota*, Tennessee (središnji i zapadni)*, Teksas*, Wisconsin*)

## UTC -5 (EST - Eastern Standard Time)
- Brazil (Acre)
- Ekvador
- Haiti
- Jamajka
- Kanada (Nunavut (istočni)*, Ontario*, Québec*)
- Kajmanski otoci
- Kolumbija
- Kuba*
- Panama
- Peru
- SAD (Connecticut*, Delaware*, Washington, DC (grad Washington)*, Florida*, Georgia*, Indiana (najveći dio), Kentucky (istočni i središnji)*, Maine*, Maryland*, Massachusetts*, Michigan*, New Hampshire*, New Jersey*, New York*, Sjeverna Karolina*, Ohio*, Pennsylvania*, Rhode Island*, Južna Karolina*, Tennessee (istočni)*, Vermont*, Virginia*, Zapadna Virginia*)
- Otoci Turks i Caicos*

## UTC -4:30
- Venezuela (Od 9. prosinca 2007.)

## UTC -4 (AST - Atlantic Standard Time)
- Angvila
- Antigva i Barbuda
- Aruba
- Barbados
- Bermudi
- Bolivija
- Brazil (Amazonas, Mato Grosso*, Mato Grosso do Sul*, Pará (zapadna), Rondônia, Roraima)
- Čile*
- Djevičanski otoci
- Dominika
- Dominikanska Republika
- Falklandski otoci*
- Grenada
- Grenland (Qaanaaq*)
- Gvadalupa
- Gvajana
- Kanada (Labrador*, Novi Brunswick*, Nova Škotska*, Otok Princa Edwarda*)
- Martinik
- Montserrat
- Nizozemski Antili
- Paragvaj*
- Portoriko
- Sveta Lucija
- Sveti Kristofor i Nevis
- Sveti Vincent i Grenadini
- Trinidad i Tobago

## UTC -3:30 (NST - Newfoundland Standard Time)
- Kanada (Newfoundland*)

## UTC -3
- Argentina
- Bahami*
- Brazil (Alagoas, Amapá, Bahia*, Ceará, federalni distrikt*, Espírito Santo*, Goiás*, Maranhão, Minas Gerais*, Pará (istočna), Paraíba, Paraná*, Pernambuco, Piauí, Rio de Janeiro*, Rio Grande do Norte, Rio Grande do Sul*, Santa Catarina*, São Paulo*, Sergipe, Tocantins*)
- Francuska Gijana
- Grenland (većina teritorija*)
- Surinam
- Sveti Petar i Mikelon*
- Urugvaj*

## UTC -2
- Brazil (Fernando de Noronha)
- Južna Georgia i otočje Južni Sandwich

## UTC -1
- Grenland (Ittoqqortoormiit*)
- Portugal (Azori*)
- Zelenortska Republika

## UTC (WET - West European Time)
- Burkina Faso
- Gambija
- Gana
- Grenland (Danmarkshavn)
- Guernsey*
- Gvineja
- Gvineja Bisau
- Jersey*
- Irska*
- Island
- Liberija
- Mali
- Maroko*
- Mauritanija
- Obala Bjelokosti
- Otok Man*
- Ovčji otoci*
- Portugal*
- Senegal
- Sijera Leone
- Sveta Helena
- Sveti Toma i Princip
- Španjolska (Kanari)*
- Togo
- Ujedinjeno Kraljevstvo*

## UTC +1 (CET - Central European Time)
- Albanija*
- Alžir
- Andora*
- Angola
- Austrija*
- Belgija*
- Benin
- Bosna i Hercegovina*
- Crna Gora*
- Čad
- Češka*
- Danska*
- Ekvatorska Gvineja
- Francuska*
- Gabon
- Gibraltar*
- Hrvatska*
- Italija*
- Kamerun
- Kongo, Dem. Rep. (Kinshasa, Bandundu, Bas-Zaire, Equateur)
- Kongo, Rep.
- Lihtenštajn*
- Luksemburg*
- Mađarska*
- Malta*
- Monako*
- Namibija*
- Niger
- Nigerija
- Nizozemska*
- Norveška*
- Njemačka*
- Poljska*
- San Marino*
- Sjeverna Makedonija*
- Slovačka*
- Slovenija*
- Srbija*
- Srednjoafrička Republika
- Svalbard i Jan Mayen*
- Španjolska*
- Švedska*
- Švicarska*
- Tunis

## UTC +2 (EET - East European Time)
- Bocvana
- Bugarska*
- Burundi
- Cipar*
- Egipat
- Estonija*
- Finska*
- Grčka*
- Izrael*
- Jordan*
- Južnoafrička Republika
- Kongo, Dem. Rep. (Kasai Occidental, Kasai Oriental, Haut-Zaire, Katanga)
- Lesoto
- Latvija*
- Libanon*
- Libija
- Litva*
- Malavi
- Moldova*
- Mozambik
- Pojas Gaze*
- Ruanda
- Rumunjska*
- Sirija*
- Svazi
- Turska*
- Zambija
- Zapadna obala*
- Zimbabve

## UTC +3 (FET - Further-eastern European Time)
- Bahrein
- Bjelorusija (Od 15. rujna 2011.)[8]
- Džibuti
- Eritreja
- Etiopija
- Irak
- Jemen
- Južni Sudan
- Katar
- Kenija
- Komori
- Kuvajt
- Madagaskar
- Mayotte
- Rusija (1. zona, uključujući Kalinjingrad)
- Saudijska Arabija
- Somalija
- Sudan
- Tanzanija
- Ukrajina (Od 20. rujna 2011.)[9]
- Uganda

## UTC +3:30
- Iran*

## UTC +4 (MSK - Moscow Time)
- Armenija*
- Azerbajdžan*
- Gruzija
- Mauricijus
- Oman
- Reunion
- Rusija (2. zona, uključujući Moskvu i Sankt-Peterburg; ova vremenska zona vrijedi i za vlakove diljem Rusije)
- Sejšeli
- Ujedinjeni Arapski Emirati

## UTC +4:30
- Afganistan

## UTC +5
- Kazahstan (zapadni)
- Maldivi
- Pakistan
- Tadžikistan
- Turkmenistan
- Uzbekistan

## UTC +5:30 (IST - Indian Standard Time)
- Indija

## UTC +5:45
- Nepal

## UTC +6
- Bangladeš
- Butan
- Kazahstan (istočni)
- Kirgistan
- Rusija (3. zona, uključujući Ekaterinburg i Perm)
- Šri Lanka

## UTC +6:30
- Kokosovi otoci
- Mianmar

## UTC +7
- Božićni otok (Australija)
- Indonezija (zapadna)
- Kambodža
- Laos
- Mongolija (Khvod, Uvs i Bayan-Ölgii)
- Rusija (4. zona, uključujući Novosibirsk i Omsk)
- Tajland
- Vijetnam

## UTC +8 (AWST - Australian Western Standard Time)
- Australija (Zapadna Australija)
- Brunej
- Filipini
- Hong Kong
- Indonezija (središnja)
- Kina
- Makao
- Malezija
- Mongolija (ostala)
- Rusija (5. zona, uključujući Krasnojarsk)
- Singapur
- Tajvan

Napomena: Cijela Kina spada u istu vremensku zonu, koja je zato ogromna. Na krajnjem zapadu Kine sunce je u zenitu u 15:00 sati, a na krajnjem istoku u 11:00 sati.

## UTC +8:30
- Sjeverna Koreja

## UTC +9
- Indonezija (istočna)
- Istočni Timor
- Japan (JST - Japan Standard Time)
- Južna Koreja (KST - Korea standard time)
- Palau
- Rusija (6. zona, uključujući Irkutsk)

## UTC +9:30 (ACST - Australian Central Standard Time)
- Australija (Broken Hill, NSW; Northern Territory; Južna Australija*)

## UTC +10 (AEST - Australian Eastern Standard Time)
Ovu zonu SAD službeno zovu Chamorro Standard Time.
- Australija (Teritorij australskog glavnog grada*, Novi Južni Wales* (osim Broken Hill, koji se ravna po South Australia Time), Queensland, Victoria*, Tasmanija*)
- Cookovi otoci
- Guam
- Papua Nova Gvineja
- Rusija (7. zona, uključujući Jakutsk)
- Savezne Države Mikronezije (Yap i Chuuk)
- Sjeverni Marijanski Otoci

## UTC +10:30
- Australija (otok Lord Howe*)(DST samo 0:30)

## UTC +11
- Nova Kaledonija
- Rusija (8. zona, uključujući Vladivostok)
- Savezne Države Mikronezije (Kosrae i Pohnpei)
- Solomonski otoci
- Vanuatu

## UTC +11:30
- Otok Norfolk

## UTC +12
- Fidži*
- Kiribati (Gilbertovo otočje)
- Maršalovi Otoci
- Nauru
- Novi Zeland (Aotearoa)*
  - Rusija (9. zona, uključujući Magadan i Kamčatku)
- Tuvalu
- Otok Wake
- Wallis i Futuna

## UTC +12:45
- Novi Zeland (Aotearoa) (Chathamski otoci*)

## UTC +13
- Kiribati (Otočje Phoenix)
- Tonga

## UTC +14
- Kiribati (Ekvatorski otoci)

## Vanjske poveznice
Vremenske skale  Arhivirana inačica izvorne stranice od 4. ožujka 2004. (Wayback Machine)